# Eixamplament de Doppler

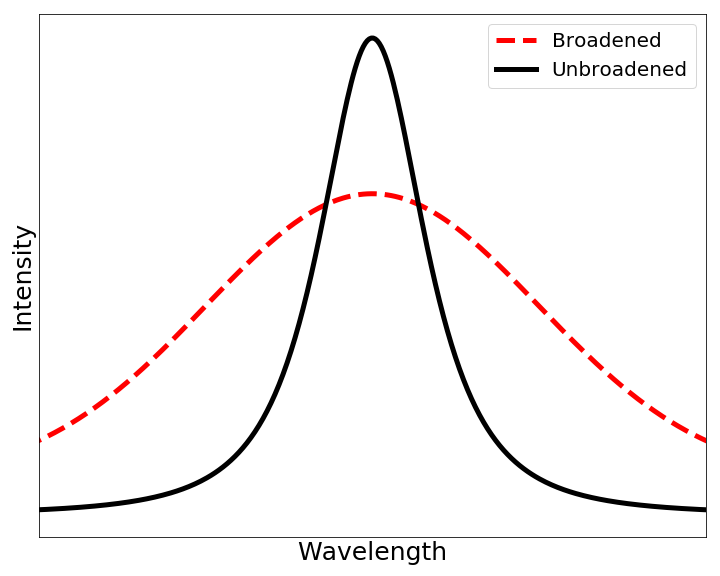
Un exemple de perfil de línia eixamplat per l'efecte Doppler. La línia sòlida representa un perfil d'emissió no ampliat, i la línia discontínua representa un perfil d'emissió ampliat.

En física atòmica, l'eixamplament de Doppler és l'eixamplament de les línies espectrals d'àtoms o molècules, amb una distribució de velocitats donada, causada per l'efecte Doppler. Les diferents velocitats de les partícules emissores (o absorbents) donen lloc a diferents desplaçaments Doppler, l'efecte acumulat dels quals és l'eixamplament de la línia d'emissió (o d'absorció). La forma de la línia espectral resultant es coneix com a perfil Doppler.
Un cas particular és l'eixamplament de Doppler tèrmic causat pel moviment tèrmic de les partícules. En aquest cas, l'eixamplament depèn només de la freqüència de la línia espectral, la massa de les partícules emissores i la seva temperatura i, per tant, es pot utilitzar per a inferir la temperatura d'un cos emissor (o absorbent) que està sent investigant espectroscòpicament.

## Derivació (cas no relativista)
Considerem el cas de partícules no-relativistes, és a dir amb velocitats molt inferiors a la velocitat de la llum. Quan una partícula es mou (per exemple, a causa del moviment tèrmic) cap a l'observador, la radiació emesa es desplaça cap a una freqüència més alta. Al contrari, quan l'emissor s'allunya, la freqüència es redueix. En el límit no relativista, el desplaçament Doppler és
{\displaystyle f=f_{0}\left(1+{\frac {v}{c}}\right),}
on {\displaystyle f} és la freqüència observada, {\displaystyle f_{0}} és la freqüència en el sistema de repòs, {\displaystyle v} és la velocitat de l'emissor cap a l'observador, i {\displaystyle c} és la velocitat de la llum.
Com que hi ha una distribució de velocitats en direcció a l'observador i allunyant-se d'ell en qualsevol element de volum del cos radiant, l'efecte net serà eixamplar la línia observada. Si {\displaystyle P_{v}(v)\,dv} és la fracció de partícules amb component de velocitat {\displaystyle v} a {\displaystyle v+dv} al llarg d'una línia de visió, la distribució corresponent de les freqüències és
{\displaystyle P_{f}(f)\,df=P_{v}(v_{f}){\frac {dv}{df}}\,df,}
on {\displaystyle v_{f}=c\left({\frac {f}{f_{0}}}-1\right)} és la velocitat cap a l'observador corresponent al desplaçament de la freqüència de repòs {\displaystyle f_{0}} a {\displaystyle f} . Per tant,
{\displaystyle P_{\lambda }(\lambda )\,d\lambda ={\frac {c}{\lambda _{0}}}P_{v}\left[c\left(1-{\frac {\lambda }{\lambda _{0}}}\right)\right]\,d\lambda .}

També podem expressar l'eixamplament en termes de la longitud d'ona {\displaystyle \lambda }. En el cas no relativista, {\displaystyle v/c\ll 1}, {\displaystyle \left|f/f_{0}-1\right|\ll 1}, i {\displaystyle {\frac {\lambda -\lambda _{0}}{\lambda _{0}}}\approx -{\frac {f-f_{0}}{f_{0}}}} . Per tant,
| {\displaystyle P_{\lambda }(\lambda )\,d\lambda ={\frac {c}{\lambda _{0}}}P_{v}\left[c\left(1-{\frac {\lambda }{\lambda _{0}}}\right)\right]\,d\lambda .} |

### Eixamplament Doppler tèrmic
En el cas de l'eixamplament Doppler tèrmic, la distribució de velocitat ve donada per la distribució de Maxwell
{\displaystyle P_{v}(v)\,dv={\sqrt {\frac {m}{2\pi kT}}}\,\exp \left(-{\frac {mv^{2}}{2kT}}\right)\,dv,}
on {\displaystyle m} és la massa de la partícula emissora, {\displaystyle T} és la temperatura, i {\displaystyle k} és la constant de Boltzmann.
Aleshores, l'expressió
{\displaystyle P_{f}(f)\,df={\frac {c}{f_{0}}}{\sqrt {\frac {m}{2\pi kT}}}\,\exp \left(-{\frac {m\left[c\left({\frac {f}{f_{0}}}-1\right)\right]^{2}}{2kT}}\right)\,df.}
pot ser simplificada com
{\displaystyle P_{f}(f)\,df={\sqrt {\frac {mc^{2}}{2\pi kTf_{0}^{2}}}}\,\exp \left(-{\frac {mc^{2}\left(f-f_{0}\right)^{2}}{2kTf_{0}^{2}}}\right)\,df,}
que correspon a un perfil gaussià amb desviació estàndard
{\displaystyle \sigma _{f}={\sqrt {\frac {kT}{mc^{2}}}}\,f_{0}}

i amplada total a la meitat del màxim (FWHM)
| {\displaystyle \Delta f_{\text{FWHM}}={\sqrt {\frac {8kT\ln 2}{mc^{2}}}}f_{0}.} |

## Aplicacions
En astronomia i física del plasma, l'eixamplament tèrmic de Doppler és una de les raons que expliquen l'ampliació de les línies espectrals i, com a tal, dona una indicació de la temperatura del material observat. Existeixen, però, altres causes que generen distribucions de velocitat no nul·les com, per exemple, el moviment turbulent. Per a una turbulència totalment desenvolupada, el perfil de línia espectral resultant és generalment molt difícil de distingir del tèrmic. Una altra causa podria ser un gran rang de velocitats macroscòpiques resultant, per exemple, de les zones de retrocés i aproximació d'un disc d'acreció que gira ràpidament. Hi ha molts altres factors que també poden eixamplar les línies. Per exemple, una densitat de nombre de partícules prou alta pot conduir a un eixamplament de Stark significatiu.
L'eixamplament de Doppler també es pot utilitzar per a determinar la distribució de velocitats d'un gas donat el seu espectre d'absorció. En particular, això s'ha utilitzat per determinar la distribució de velocitats dels núvols de gas interestel·lar.
L'eixamplament de Doppler, el fenomen físic que impulsa el coeficient de reactivitat de la temperatura del combustible, també s'ha considerat en el disseny de reactors nuclears d'alta temperatura. En principi, a mesura que el combustible del reactor s'escalfa, l'espectre d'absorció de neutrons s'ampliarà a causa del moviment tèrmic relatiu dels nuclis de combustible respecte als neutrons. Donada la forma de l'espectre d'absorció de neutrons, això té el resultat de reduir la secció transversal d'absorció de neutrons, reduint la probabilitat d'absorció i fissió. El resultat final és que els reactors dissenyats per aprofitar l'eixamplament Doppler disminuiran la seva reactivitat a mesura que augmenta la temperatura, creant una mesura de seguretat passiva. Això tendeix a ser més rellevant per als reactors refrigerats per gas, ja que altres mecanismes són dominants en els reactors refrigerats per aigua.
L'espectroscòpia d'absorció saturada, també coneguda com a espectroscòpia lliure de Doppler, es pot utilitzar per trobar la freqüència real d'una transició atòmica sense refredar una mostra fins a temperatures a les quals l'ampliació Doppler sigui insignificant.